# Mariano Dámaso Beraún (distrito)
O Distrito peruano de Mariano Dámaso Beraún é um dos seis distritos que formam a Província de Leoncio Prado, situada no Departamento de Huánuco, pertencente a Região Huánuco, na zona central do Peru.

## Transporte
O distrito de Mariano Dámaso Beraún é servido pela seguinte rodovia:
- PE-18A, que liga o distrito de Luyando à cidade de Pillco Marca
- PE-14A, que liga o distrito de Huaraz (Região de Ancash)à cidade de Rupa-Rupa (Região de Huánuco)[1][2][3]